# Dolly

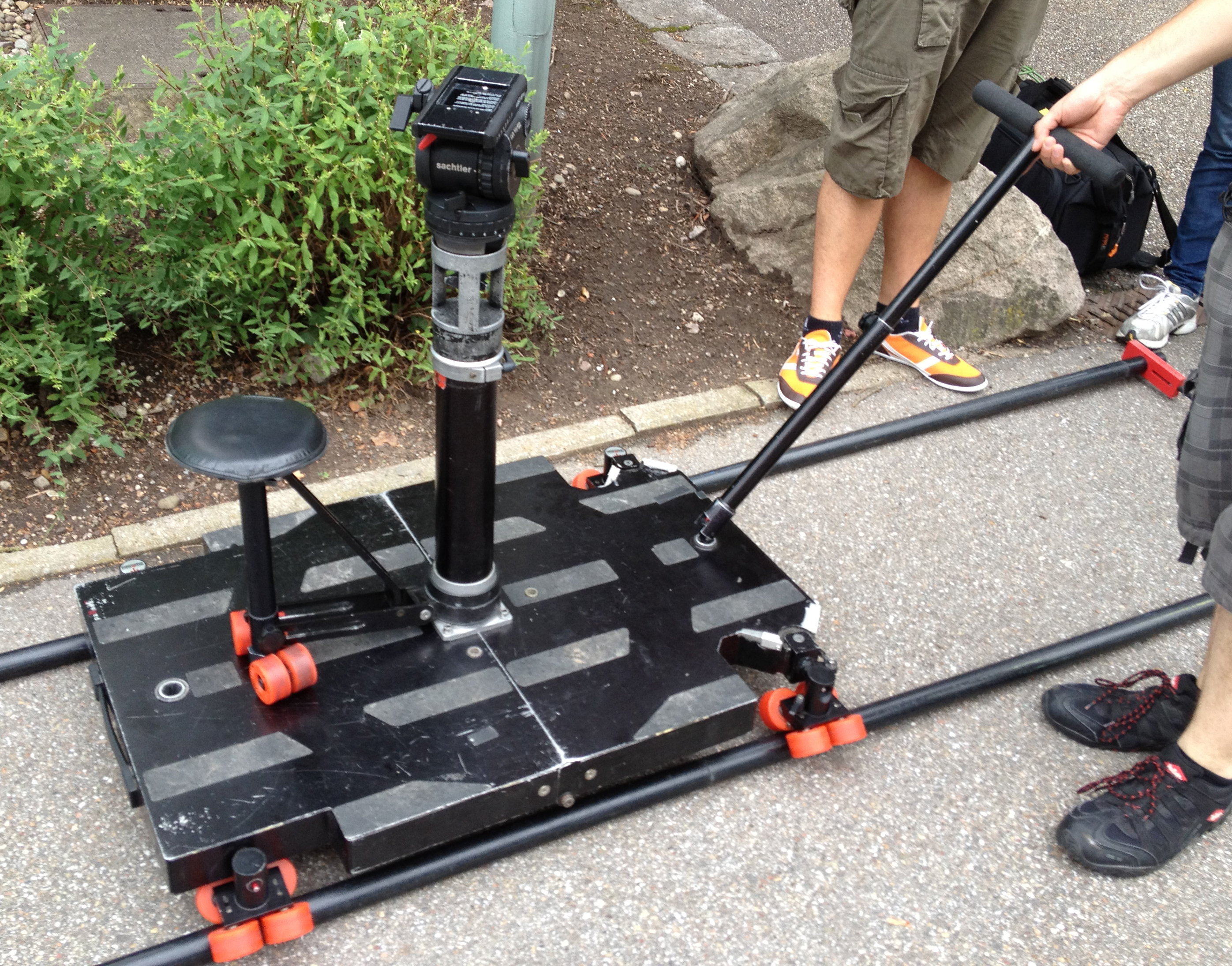
Dolly sobre rails

La dolly és una eina especialitzada de l'equip de rodatge cinematogràfic i de producció televisiva, dissenyada per realitzar moviments fluids (tècniques cinemàtiques). La càmera està muntada sobre la dolly i l'operador de càmera i el primer ajudant (foquista) normalment se situen sobre la dolly per controlar-la. El maquinista és el tècnic expert encarregat de la conducció de la dolly.

## Moviment

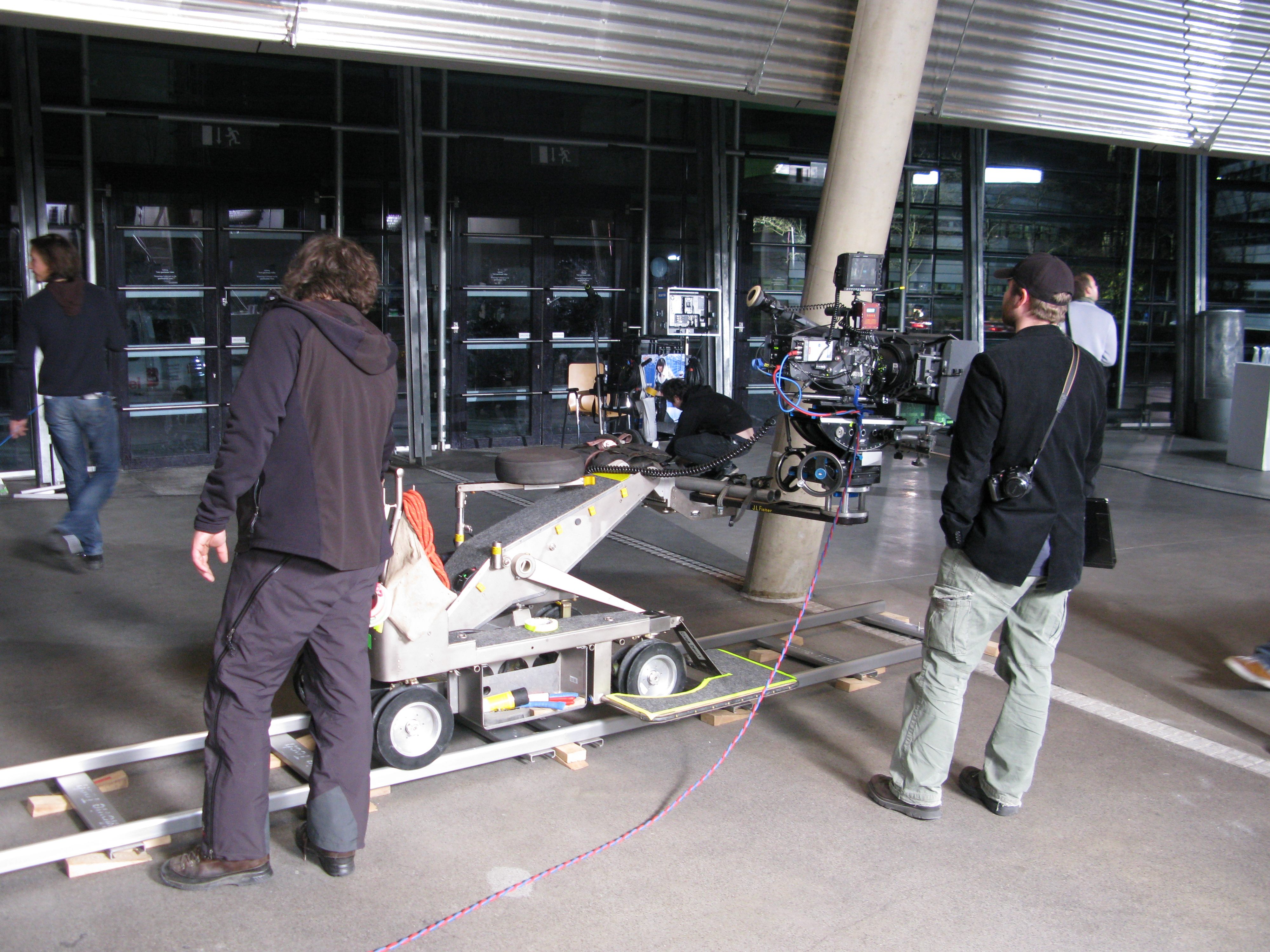
Dolly sobre rails amb una càmera Arriflex D-21

La dolly s'usa com una plataforma de rodatge sobre qualsevol superfície, però normalment es col·loca sobre uns rails per realitzar moviments fluids en l'eix horitzontal (anomenat tràveling o desplaçament). A més a més, els estudis de cinema professionals tenen un braç hidràulic que puja o baixa la càmera sobre l'eix vertical. Quan el maquinista fa moure la càmera sobre els eixos perpendiculars, alhora fa un moviment conegut com a moviment compost.
Els moviments de la dolly també es poden executar sense rails, fet que proporciona més llibertat per moure-la a nivell horitzontal, però també augmenta la dificultat de pilotatge. Aquests moviments se'ls denomina dacefloor moves (“moviments sobre la pista de ball”) i poden realitzar-se, o bé sobre la mateixa superfície, si és prou llisa, o bé en una plataforma dissenyada per al moviment de la dolly. Aquesta plataforma normalment està composta per contraxapat de gruix considerable a la part inferior i de conglomerat a la part superior.
Les dolly permeten al maquinista realitzar diferents tècniques de gir.
- Gir de les rodes posteriors: és la tècnica més estesa. Les rodes anteriors romanen fixes, mentre que les que estan més a prop de la placa de control giren.

- Gir circular: fa que les rodes anteriors girin en direcció oposada a les posteriors. Això permet que la dolly realitzi moviments circulars fluids i s'utilitza normalment quan s'empren rails corbats.

- Cranc o moviment lateral: es realitza girant les rodes anteriors en la mateixa direcció que les posteriors. Amb aquest mètode es pretén moure la dolly en sentit diagonal respecte la seva part davantera.

## Tipus
- Les dolly d'estudi són grans, estables i, a vegades, tenen suspensions hidràuliques. És per això que són la primera opció quan s'utilitzen càmeres professionals, tant dins l'estudi com a l'exterior. Generalment, el maquinista és l'encarregat de pilotar-les.

- Les dolly lleugeres són més simples, més econòmiques i permeten una millor mobilitat amb càmeres de menor pes. Els cineastes independents i els estudiants acostumen a optar per aquests tipus de sistemes, ja que són més fàcils d'utilitzar. Existeixen algunes dolly amb lloc per a l'operador i altres que només tenen espai per a la càmera, de manera que l'operador ha de caminar al costat d'aquesta.
- Doorway dolly: són les dolly compactes que es munten sobre suports amb rodes.

La millor manera de poder repetir el mateix moviment de càmera per a diverses preses (important alhora de realitzar el muntatge) és utilitzar una dolly sobre rails.

## Rails
Tradicionalment, els rails utilitzats per a càmeres pesades estaven fabricats d'acer o d'alumini. L'acer és més pesant que l'alumini, però alhora és també més econòmic i pot suportar més càrrega. Tot i que és cert que els segments dels rails més llargs són més pesants alhora de transportar-los, permeten que es pugui col·locar el rail sense gaire esforç. També existeixen rails corbats.
Els rails de plàstic s'utilitzen amb un equip més lleuger. A principis del segle xxi, les vies de goma flexibles permetien que l'equip es muntés amb més rapidesa i que es pogués transportar amb més facilitat pel seu ús de càmeres lleugeres.

## Galeria

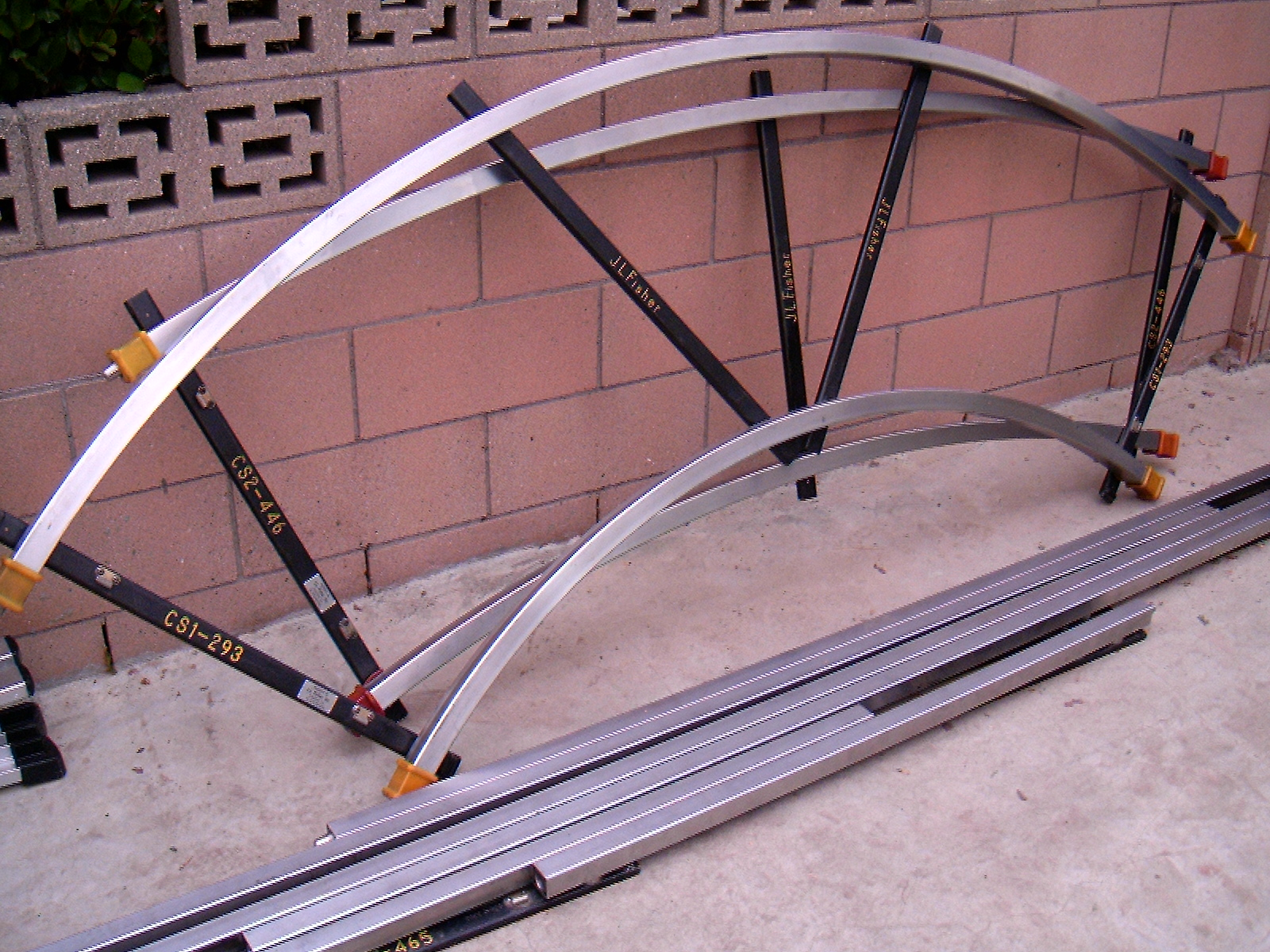
Rails d'acer
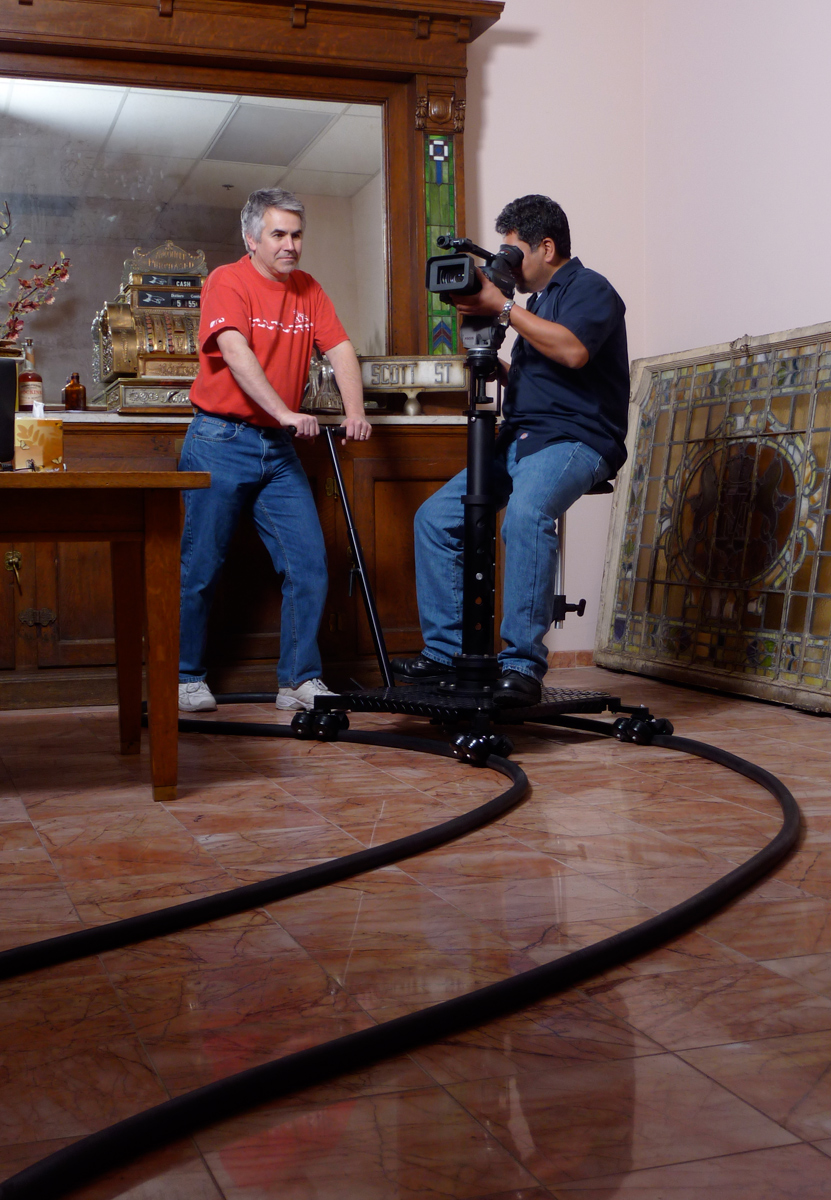
Dolly lleugera amb seient desplaçant-se sobre un rail flexible
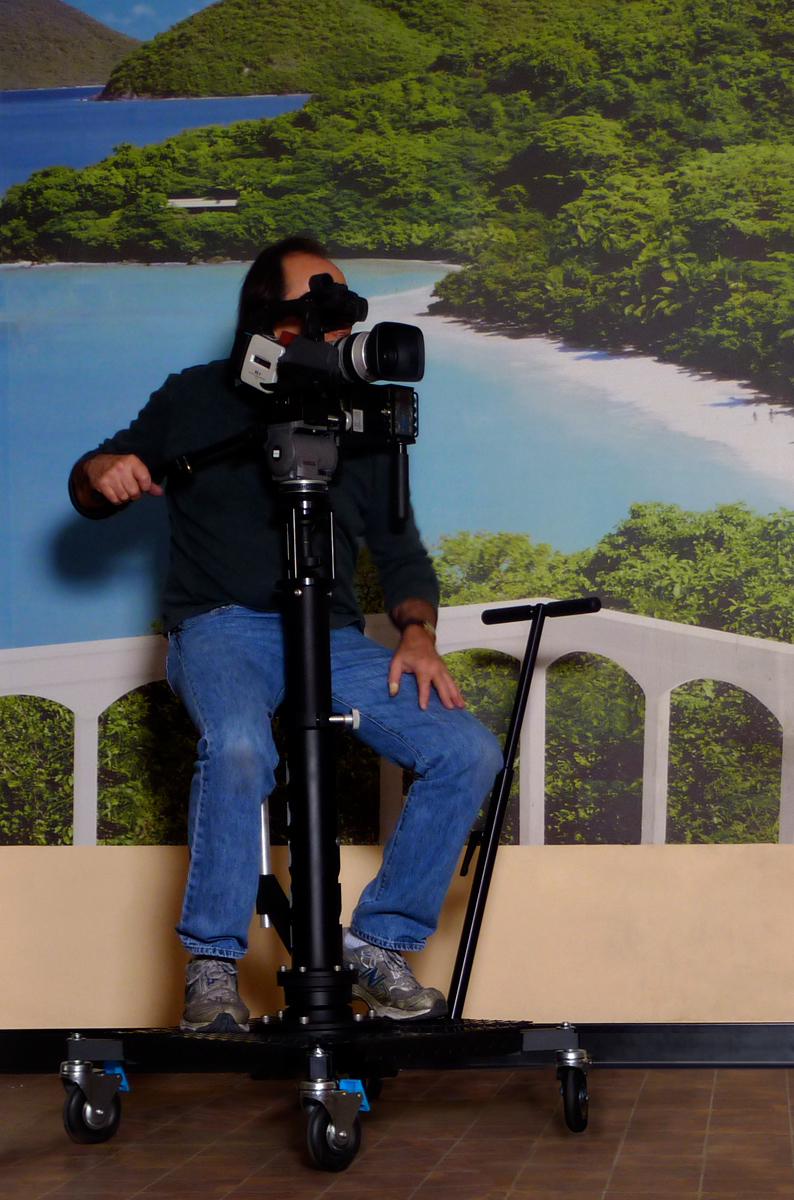
Dolly lleugera sense rails